# フランスサッカー経営管理総局
フランスサッカー経営管理総局（フランス語: Direction nationale du contrôle de gestion、略称＝DNCG）は、1990年に設立されたフランスプロサッカーリーグの独立部署。

主にフランス国内のサッカークラブの会計監督業務を司る。

## 監査と懲罰
クラブの経営状況並びに法的状況を調査した後DNCGはクラブの保有選手及び各種大会への参加に関する以下の決定を下す事ができる。
- 新規に選手を勧誘・獲得する事に対しての一部もしくは全面的な禁止。
- クラブが提出する予算案に応じた選手獲得の制限（選手契約に関してDNCGの認可が必要となる）。
- トップチームに移籍可能な選手の数の制限。
- 上位ディヴィジョンへの昇格の差し止め。
- 下位ディヴィジョンへの降格。
- 各競技会からの除外・追放。

## 構成
DNCGは3つの委員会で構成されており、各委員会はそれぞれフランスサッカー連盟(FFF)に加盟するクラブのカテゴリーの財政的及び法的管理を担当する。
プロクラブ管理委員会（Commission de contrôle des clubs professionnels）
FFFに本部を置く。リーグ・アンとリーグ・ドゥの全クラブ及びフランス全国選手権の中でプロの資格を持つクラブを管理する。
連盟クラブ管理委員会（Commission fédérale de contrôle des clubs）
FFFに本部を置く。フランス全国選手権2の全クラブ及びフランス全国選手権の中でアマチュアのクラブを管理する。
地域クラブ管理委員会（ Commissions régionales de contrôle des clubs）
フランスの全13地域毎にそれぞれ本部が置かれている。フランス全国選手権3及び地域リーグ以下に所属するクラブを管理する。

## 異議申し立て
DNCGの決定に対しクラブ側はフランスサッカー連盟(FFF)の控訴委員会に控訴する事ができる。控訴はDNCGの決定がクラブに発送された日付から1週間以内に行わなければならない。

他の手段としてフランス国立オリンピック・スポーツ委員会(CNOSF)に提訴する事もできる。クラブ側の資料を元にCNOSFは調停案をFFFに提出した上でFFFの連盟評議会が調停の受理か却下の判断を下す。ただしこれはあくまでもCNOSFによるFFFへの助言である上にCNOSFも仲裁を拒否する場合もある。

また各地域を管轄する行政裁判所へ処分の取消を求める事も可能である。これは略式手続で短期間で裁定が下る事もあれば裁判が長期に渡る事もある。裁判所によりDNCGの決定が無効であると判断された場合は再度審査を行う。